# Wembley Championships 1987
Il Wembley Championships 1987 è stato un torneo di tennis giocato sintetico indoor della Wembley Arena di Londra in inghilterra. È stata la 39ª edizione del torneo che fa parte del Nabisco Grand Prix 1987. Il torneo si è giocato dal 10 al 15 novembre 1987.

## Campioni

### Singolare maschile
Ivan Lendl ha battuto in finale  Anders Järryd con il punteggio di 6–3, 6–2, 7–5

### Doppio maschile
Miloslav Mečíř /  Tomáš Šmíd hanno battuto in finale  Ken Flach /  Robert Seguso con il punteggio di 7–5, 6–4